# Liegi-Bastogne-Liegi 1924
La Liegi-Bastogne-Liegi 1924, quattordicesima edizione della corsa, fu disputata il 10 agosto 1924 per un percorso di 245 km. Fu vinta dal belga René Vermandel, giunto al traguardo in 8h14'00" alla media di 29,760 km/h, precedendo i connazionali Adelin Benoît e Jules Matton. 
Dei 27 ciclisti alla partenza coloro che portarono a termine la gara al traguardo di Liegi furono 14.

## Ordine d'arrivo (Top 10)
| Pos. | Corridore         | Squadra   | Tempo    |
| ---- | ----------------- | --------- | -------- |
| 1    | René Vermandel    | Alcyon    | 8h14'00" |
| 2    | Adelin Benoît     | M. Buysse | s.t.     |
| 3    | Jules Matton      | Thomann   | s.t.     |
| 4    | Albert Bolly      | -         | s.t.     |
| 5    | Denis Verschueren | Wonder    | s.t.     |
| 6    | Maurice Dewaele   | Wonder    | s.t.     |
| 7    | Félix Sellier     | Alcyon    | s.t.     |
| 8    | Léon Devos        | Delage    | s.t.     |
| 9    | Émile Masson Sr.  | Alcyon    | s.t.     |
| 10   | Léon Luites       | -         | s.t.     |